# لی تامپسون یونگ
لی تامپسون یونگ (انگلیسی: Lee Thompson Young؛ ۱ فوریهٔ ۱۹۸۴ – ۱۹ اوت ۲۰۱۳) یک هنرپیشه، و فیلم‌نامه‌نویس اهل ایالات متحده آمریکا بود. وی بین سال‌های ۱۹۹۸ تا ۲۰۱۳ میلادی فعالیت می‌کرد.